# Rabenfels (Krottensee)

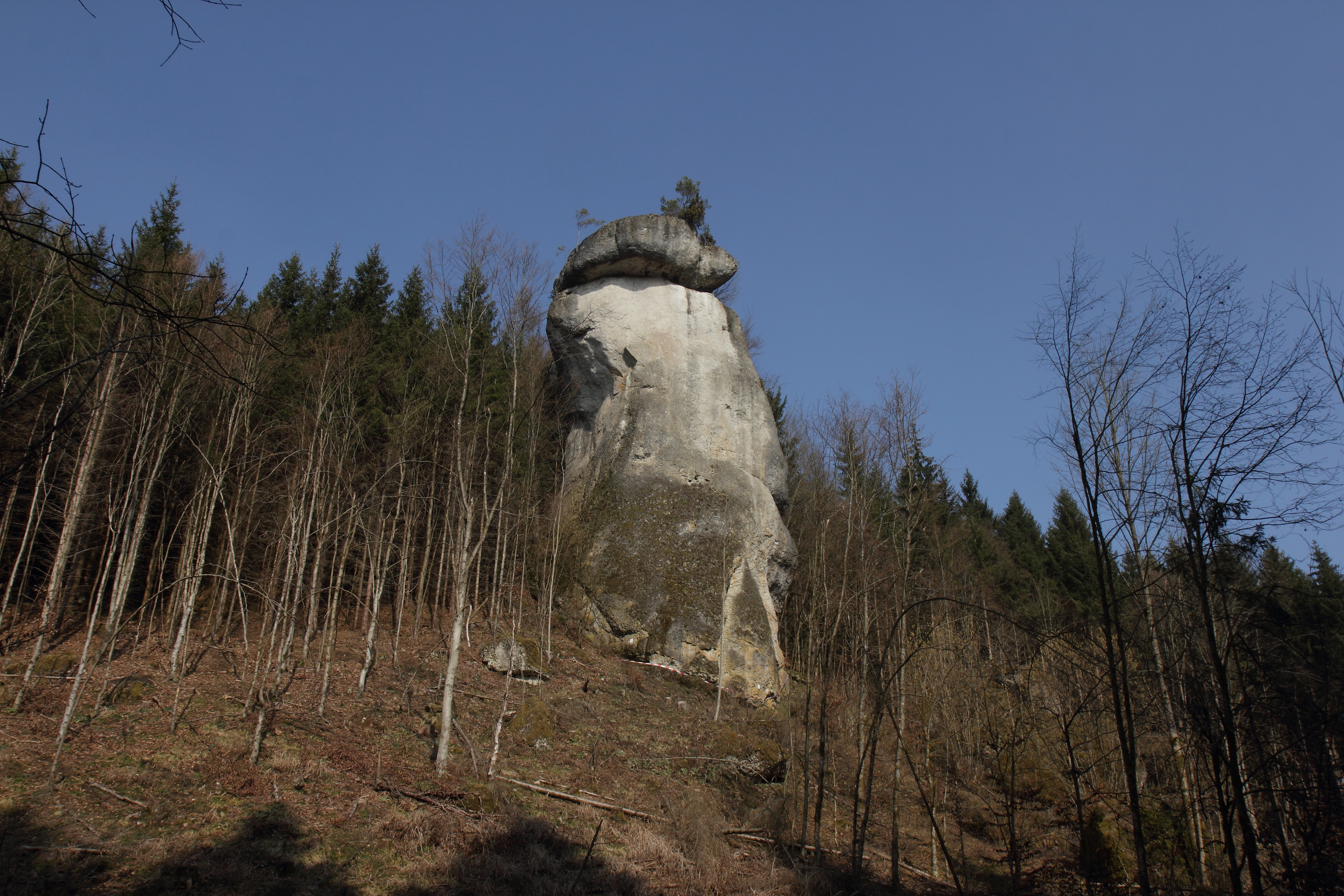
Rabenfels aus südwestlicher Richtung (März 2014)

Der etwa 30 Meter hohe Rabenfels nordöstlich von Krottensee im Bürgerwald südwestlich der Gemeinde Auerbach in der Oberpfalz im Landkreis Amberg-Sulzbach in Bayern ist ein zylindrischer Felsturm aus Frankendolomit mit einem ausgeprägten Überhang an der Spitze.

## Vorgeschichte
An der heute als Kletterfelsen genutzten Felsnadel wurde Keramik der Urnenfelder-Kultur gefunden. Konzentrationen stark zerscherbter, meist unverbrannter Keramik, welche sich unmittelbar am Fuße von Felsen befinden, sind charakteristisch für Felsturmopferplätze. Als zusätzliches Fundmaterial können verbrannte oder unverbrannte Tierknochen, seltener auch Hortfunde auftreten. Häufig wurden solche Orte während der späten Bronze- und in der Eisenzeit genutzt. Beispiele aus Süddeutschland sind die Maximilianswand ebenfalls beim Krottensee und die Schellnecker Wände bei Essing. Bei letzteren konnte durch Grabungen und Experimente nachgewiesen werden, dass die Gefäße (insbesondere während der Urnenfelderzeit) vom Felsen geworfen und dadurch zerstört wurden. Die Handlung lässt sich mit Opferungen erklären.
Der Rabenfels ist vom Bayerischen Landesamt für Umwelt als bedeutendes Geotop (Geotop-Nummer: 371R037) und Naturdenkmal ausgewiesen.